# Lew Isaakowitsch Lemke
Lew Isaakowitsch Lemke (russisch Лев Исаакович Лемке; * 25. August 1931; † 4. August 1996 in Sankt Petersburg) war ein sowjetischer bzw. russischer Theater- und Kinoschauspieler, Theaterregisseur und Synchronsprecher.

## Leben
Lew Lemke wurde in eine Familie jüdischen Glaubens geboren. Im Jahre 1959 absolvierte er die Schauspielschule in Dnepropetrowsk und trat dort ein Jahr lang auf. Dann arbeitete er am Neuen Theater der Miniaturen in Moskau, wo er hauptsächlich kleine Rollen spielte. Im Jahr 1962 zog der dunkelhaarige Mime nach Leningrad und arbeitete am Leningrader Komödientheater, wo er bis zu seinem Tod als eine führende Person der dortigen Schauspielertruppe tätig war. Von 1987 bis 1990 trat er außerdem am Leningrader Staatstheater des Leninschen Komsomol auf. An seinen Wirkungsstätten im heutigen St. Petersburg inszenierte Lemke bis zu seinem Tod auch selbst mehrere Stücke, u. a. Bearbeitungen von Werken Hans Christian Andersens.
Ab 1962 bekam er auch erste Filmrollen, der Durchbruch gelang ihm hier aber erst in den 1970er- und 1980er-Jahren. Lemke trat sowohl in Kino- als auch Fernsehproduktion auf und bediente  verschiedenen Genres wie den Märchenfilm (Город мастеров, Gorod masterow, 1965), die Literaturverfilmung (12 стульев, 12 stuljew, 1966), die Komödie (Новые приключения Дони и Микки, Nowye prikljutschenija Doni i Mikki, 1973) den Kriegsfilm (Блокада, Blokada, 1974/77) oder den Detektivfilm (Гений, Genii, 1991). In Esperanza (1988) und Враг народа – Бухарин (Wrag naroda – Bucharin, 1990) porträtierte er Leo Trotzki, in Анекдоты (Anekdoty, 1990) gab er einen Psychiatriepatienten, der sich für Stalin hält. Seine letzte Hauptrolle vor der Kamera spielte Lemke in dem Fernsehfilm Призраки (Prisraki, 1991).
Ab Mitte der 1960er Jahre trat Lemke auch vereinzelt als Synchronsprecher in Erscheinung, sowohl für Animationsfilme als auch für russischsprachige Fassungen ausländischer Werke wie Le Magnifique – ich bin der Größte (1973), in dem er Jean Lefebvres Rolle intonierte, und The Verdict – Die Wahrheit und nichts als die Wahrheit (1982).
Seit dem 27. März 1974 trug er den Titel Verdienter Künstler der RSFSR.
Nach dem Zerfall der Sowjetunion trat Lew Lemke nur noch selten auf. Neben seiner schauspielerischen und inszenatorischen Tätigkeit am Theater gab er poetische Abende und nahm an Außenkonzerten teil.
Lemke starb drei Wochen vor seinem 65. Geburtstag in Sankt-Petersburg und wurde auf dem Friedhof Serafimowskoje beigesetzt. Er hinterließ seine fünf Jahre jüngere Ehefrau Walentina Wladimirowna Drosdowskaja, die lange Zeit Nachrichtensprecherin bei Leningrad – Kanal 5 war. Sie starb 1998.

## Filmografie
- 1962: Черёмушки
- 1963: Die leibeigene Schauspielerin (Krepostnaja aktrisa)
- 1964: Поезд милосердия
- 1965: Город мастеров
- 1965: Страх и отчаяние в Третьей империи
- 1966: Сегодня — новый аттракцион
- 1966: 12 стульев
- 1967: Два билета на дневной сеанс
- 1968: Ein uraltes Märchen (Staraja, staraja skaska)
- 1970: Карнавал
- 1970: Обратной дороги нет
- 1971: Красный дипломат. Страницы жизни Леонида Красина
- 1971: Шутите?
- 1973: Die Zwölf Monate (Dwenadzat mesjazew)
- 1972: Последние дни Помпеи
- 1973: Новые приключения Дони и Микки
- 1973: Die Abenteuer des Ballonpiloten J.A. (Slomannaja podkowa)
- 1974: Agonia – Rasputin, Gott und Satan (Agonija)
- 1974: Blockade (Blokada)
- 1974: Zarewitsch Proscha
- 1975: Полковник в отставке
- 1976: Марк Твен против…
- 1977: Вторая попытка Виктора Крохина
- 1977: Золотая мина
- 1978: Захудалое королевство
- 1979: Трое в лодке, не считая собаки
- 1980: Ленинградцы, дети мои…
- 1981: Опасный возраст
- 1984: Applaus, Applaus (Аплодисменты, аплодисменты…)
- 1984: Eine Frau und ihre vier Männer (Женщина и четверо её мужчин)
- 1985: В. Давыдов и Голиаф
- 1985: Подвиг Одессы
- 1985: Applaus, Applaus (Aplodismenty, aplodismenty)
- 1986: Красная стрела
- 1986: Левша
- 1986: Михайло Ломоносов
- 1988: Esperanza
- 1990: Анекдоты
- 1990: Блуждающие звёзды
- 1990: Враг народа
- 1991: Гений
- 1991: Джокер
- 1991: Рогоносец
- 1991: Скандальное происшествие
- 1993: Кодекс молчания-2: След чёрной рыбы